# William Carlos Williams
William Carlos Williams (Rutherford, Nova Jersey, 17 de setembre del 1883 — Rutherford, Nova Jersey, 4 de març del 1963) fou un poeta, novel·lista i assagista estatunidenc.

## Biografia
Els seus pares (William George Williams, d'origen anglès, i Raquel Helene Hoheb, descendent de francesos, espanyols i jueus) es van conèixer a Puerto Plata (la República Dominicana), on el pare es trobava en viatge de negocis i per intermediació de Carlos, el germà de la seua mare del que el poeta rebria el seu segon nom. Del pare (molt afeccionat a William Shakespeare) va heretar l'afecció per la lectura i de la mare, pintora, el seu interès per la pintura, la qual cosa el portaria a convertir els seus poemes en veritables quadres (potser frustrat per les seues escasses habilitats pictòriques).
Fins als 14 anys, Williams va viure a Rutherford, on assistia amb el seu germà menor (Edward) al col·legi públic. Entre els anys 1897 i 1899 la família es trasllada a Europa i Williams prossegueix els seus estudis a Suïssa i, durant un temps, a França. A banda de l'anglès, domina el castellà i el francès. Al seu retorn als Estats Units, ingressa en una prestigiosa escola de Nova York. El 1902 és admès a l'escola d'odontologia de la Universitat de Pennsilvània, però de seguida canvia a la Facultat de Medicina. Pel que sembla, en la seua decisió de cursar estudis mèdics va pesar molt l'opinió dels seus pares i des de llavors les dues vocacions (la poesia i la medicina) marcarien el ritme dels seus dies i de les seues nits (robades a la son per a compondre una extensíssima producció en vers i en prosa). Durant els seus anys d'estudiant a Filadèlfia, va fer amistats que conservaria durant tota la seua vida: amb Ezra Pound, de qui aprendria els principis de concisió i economia que regien la poètica imaginista que aquest va formular i va promoure amb Hilda Doolittle, una de les veus més destacades de l'escola imaginista; i amb Charles Demuth, el pintor avantguardista que va il·lustrar fins i tot algun poema de Williams. En la seua autobiografia, el poeta recorda com aquests nous amics mostraven una "indiferència molt provocadora cap a tota regla i tot ordre, la qual cosa m'agradava".
Williams va acabar els seus estudis de medicina el 1906 i aquest mateix any va ingressar com a resident a l'Hospital Francès i després a l'Hospital Pediàtric de Nova York. El 1909 paga de la seua butxaca la publicació dels seus primers versos, recollits en Poems (Poemes), un volum que després Pound qualificaria de mancat d'originalitat i precisió. Aquesta opinió tan directa del seu amic artista el portaria a replantejar la seua activitat poètica i a emprendre una recerca per tal de trobar la seua pròpia veu. En aquest temps inicia la seua relació amb Florence Herman (la "Floss" dels seus poemes tardans), la qual li promet d'esperar-lo fins al seu retorn de Leipzig (Alemanya) on el poeta es trasllada per a especialitzar-se en pediatria. Durant aquesta nova estada a Europa, Williams renova la seua amistat amb Pound, el qual l'introdueix en els cercles literaris londinencs de la preguerra i coneix l'irlandès William Butler Yeats, el més important poeta viu d'aleshores en llengua anglesa. En concloure els seus estudis, viatja per Itàlia i Espanya abans de tornar a Rutherford el 1910 per a obrir la seua pròpia consulta, en la qual treballarà la resta de la seua vida.
El 1912 va contreure matrimoni amb Florence, del qual naixerien William el 1914 i Paul el 1916. Són anys de vida familiar i exercici intens de la medicina (al llarg de la seua vida Williams arribaria a atendre més de dos mil infantaments i això va influir molt en el seu món literari, donant-li, segons les seues paraules, un accés directe a "els jardins secrets de l'ésser... un senyal per a seguir el gastat i miserable cos fins a l'interior d'aquests golfs i grutes..., a estar present en les morts i naixements"), en els quals i de mica en mica l'expressió poètica va adquirint la seua autèntica veu a mesura que es despulla de convencions i models. El 1913 l'editor d'Ezra Pound, Elkin Mathews, publica a Londres la seua segona col·lecció de poemes, "The Tempers" (Els temperaments), que reflecteix la influència dels principis de Pound, però no té l'autenticitat dels seus versos posteriors.

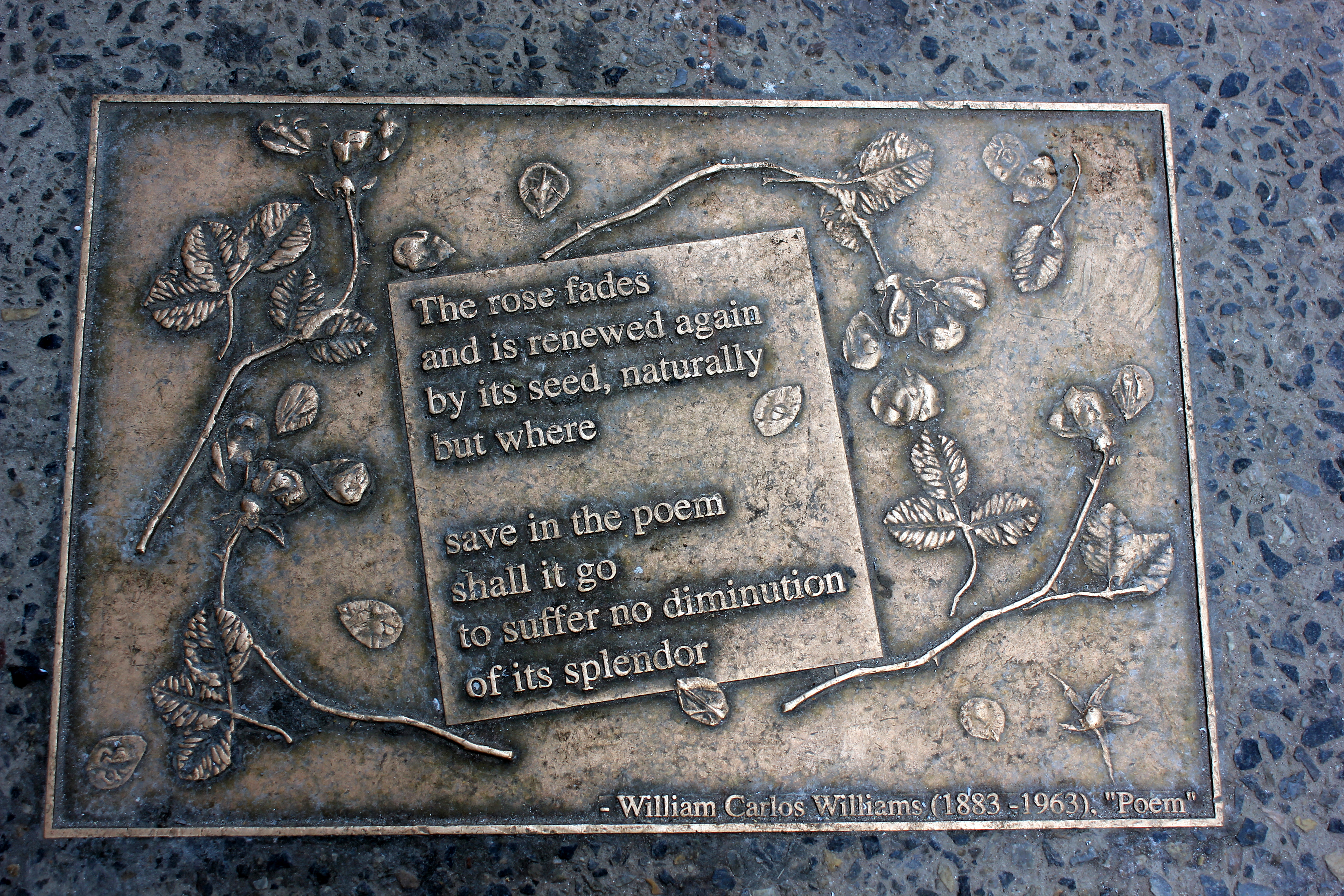
Poema de W. C. Williams al Library Walk de Nova York

El 1913 es va celebrar a Nova York la famosa Exposició Internacional d'Art Modern (coneguda com a Armory Show per emplaçar-se en instal·lacions militars de la ciutat) on es va presentar per primera vegada davant el públic nord-americà una antologia extensa de la pintura moderna europea, des de l'impressionisme al cubisme. L'exposició exerciria un paper fonamental en la renovació de l'art dels Estats Units i durant aquests mesos Nova York va viure una efervescència cultural i artística de la qual el poeta va semblar encomanar-se, ja que Williams va iniciar un període d'intensa creativitat tractant de despullar-se de les seues influències victorianes i depurant la seua dicció d'acord amb els principis de l'imaginisme i el seu interès en la projecció d'imatges diàfanes en un llenguatge concís i clar. Passa els caps de setmana a Nova York i, als pocs anys, ja ha fet amistat amb grans poetes com Marianne Moore, Wallace Stevens o Edna St. Vincent Millay i artistes com Marcel Duchamp, l'irreverent pintor francès que anys més tard es nacionalitzaria nord-americà. Tots ells publicaven a la revista Others: A Magazine of the New Verse (Els Altres: Revista de la Nova Poesia), que va exercir un destacat paper en la consolidació de l'estètica modernista a l'Amèrica del Nord i que dirigia Alfred Kreymborg, important promotor de l'obra de Williams.
El 1917 apareix el seu tercer llibre, titulat en castellà (Al Que Quiere!), en el qual el poeta celebra les seues arrels hispanes i que no li impedeixen en absolut sentir-se orgullós de la nació nord-americana a la qual pertany. En aquest llibre, la veu és ja la del Williams madur que ha trobat el seu propi idioma.
Durant els anys vint, Williams continua la seua intensa tasca creativa en vers i en prosa. La seua col·lecció d'assajos In the American Grain (1923) analitza la cultura i el caràcter americà a través de retrats de figures històriques a la recerca d'unes senyes d'identitat nacionals i individuals. El 1926 rep el Premi Dial de poesia, però el seu allunyament dels corrents poètics dominants es fa cada vegada més palès. La Gran Depressió dels anys trenta suposa un canvi en la pràctica poètica de Williams, la qual es torna més pessimista i adquireix una consciència social en gran manera absent en la seu producció anterior. En aquests anys publica dues noves col·leccions de poemes: An Early Martyr (1935) i Adam and Eve and the City (1936). El 1934 van aparèixer els seus poemes complets del 1921 al 1931, i, pocs anys després, es van publicar els seus poemes complets fins a aquesta data. Dolgut amb la marginació de la qual se sentia víctima, Williams dedicaria els darrers anys de la seua vida a escriure assajos en què exposà les seues teories poètiques i amb freqüència atacà els seus coetanis.

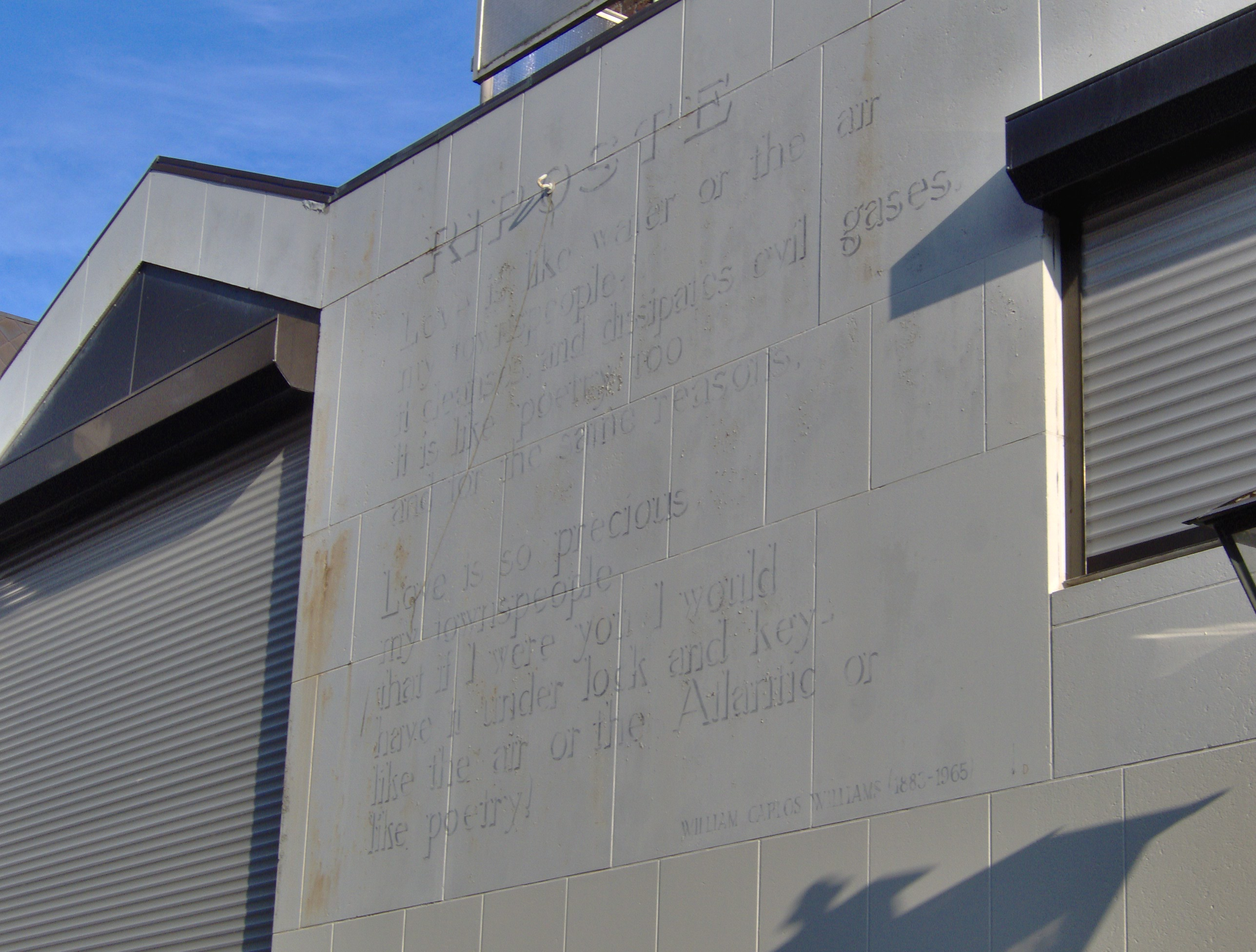
Poema de W. C. Williams en un edifici de Leiden (els Països Baixos)

El 1946 apareix el primer llibre del llarg poema Paterson, l'obra èpica que ha estat intentant escriure durant vint llargs anys. El protagonista és un metge poeta com Williams que viu a la ciutat industrial de Paterson (nom que serveix, a més, de cognom del protagonista) i la seua vida es construeix en un poema que sap abstreure el que de poètic hi ha a la vida prosaica dels habitants de la ciutat, en les escenes mundanes dels seus carrers, les seues fàbriques, les seues botigues o les seues consultes. En un to directe i un llenguatge molt americà, Williams confronta el lector amb la seua pròpia experiència anònima i rutinària per a revelar-li la poesia que aquesta experiència amaga. És, com la de Walt Whitman, una poesia democràtica sobre la gent que habita ciutats i pobles, ja que aquest jo plural i col·lectiu s'erigeix en el veritable protagonista del poema. Paterson es va publicar en una sèrie de cinc volums entre els anys 1946 i 1958. El sisè volum (inacabat a la mort de l'autor) es publicaria el 1963 i el tercer va rebre el Premi Nacional de Literatura el 1950. La salut del poeta, sotmès a llargs anys d'esforç per a conrear les seues dues vocacions, comença a mostrar en aquests anys símptomes d'esgotament: el 1948, Williams pateix el primer d'una sèrie d'episodis coronaris que l'obligarien a abandonar la pràctica mèdica el 1951. El 1953 comparteix amb Archibald MacLeish el Premi Bollingen de Poesia, però la seua suposada simpatia pel comunisme i la seua relació amb Ezra Pound (acusat de feixista i d'alta traïció a la pàtria) foren els arguments esgrimits per a denegar-li el càrrec de consultor de poesia a la Biblioteca del Congrés dels Estats Units. L'episodi causaria una profunda depressió en Williams, el qual hauria d'ésser, fins i tot, hospitalitzat.
El 1954 publica la col·lecció The Desert Music i el 1955 Journey to Love, on s'inclou el que, per a molta gent, és el millor poema d'amor de Williams: "Asphodel, That Greeny Flower", en què el poeta confessa a la seua muller, Floss, les seues infidelitats passades i li demana el perdó per elles. La seua salut es deteriora de manera notable durant aquests anys i, tot i que ha de tornar a aprendre a parlar i escriu maldestrament a màquina després de patir una paràlisi, el 1959 publica una biografia de la seua mare (Yes, Mrs. Williams) i col·labora en la posada en escena de la seua obra Many Loves. El 1962 apareix la que seria la seua darrera col·lecció: Pictures from Brueghel and Other Poems, per la qual se li atorgaria de forma pòstuma el Premi Pulitzer de poesia el 1963, poc després de la mort del poeta.

## Estil

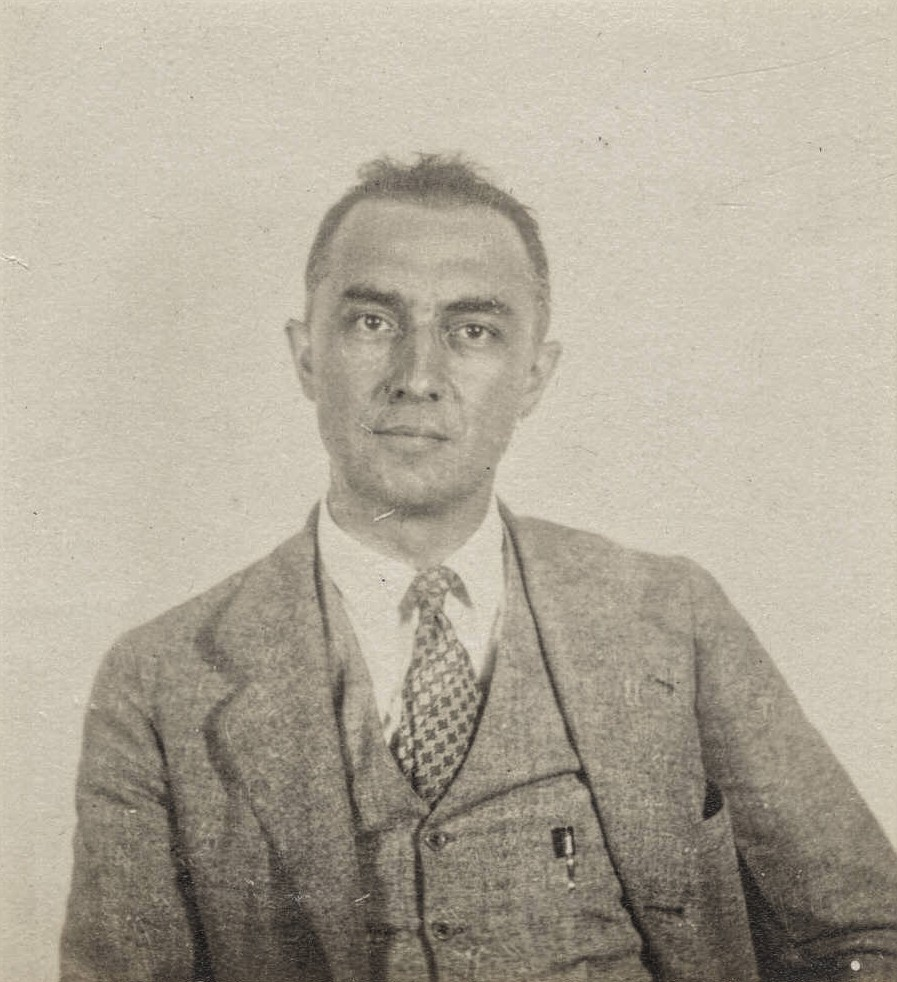
William Carlos Williams (cap al 1920)

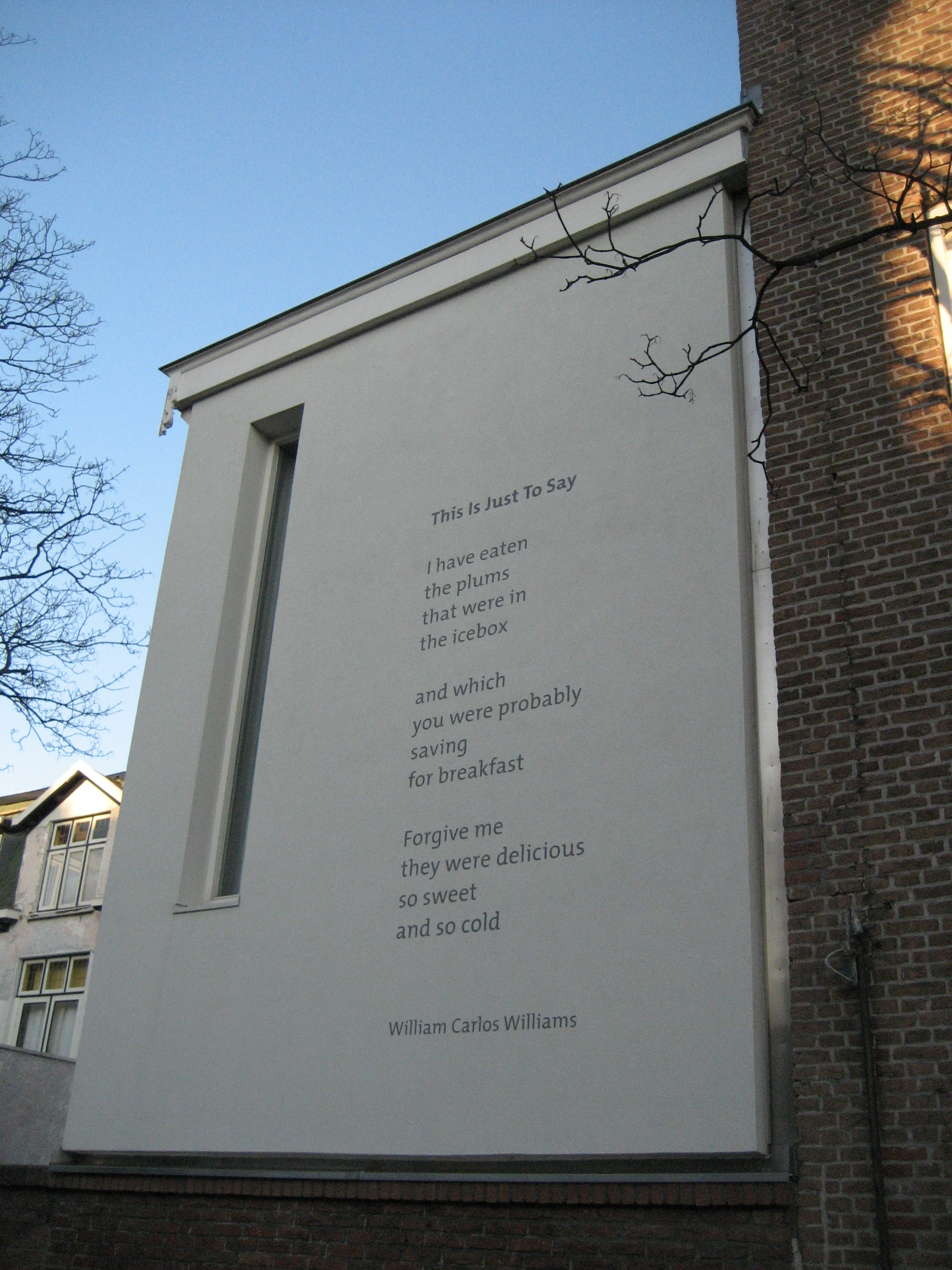
This Is Just To Say, poema de W. C. Williams a un carrer de La Haia (els Països Baixos)

W. C. Williams és el més peculiar dels modernistes nord-americans i la seua alçada va estar durant molt de temps eclipsada per figures com Ezra Pound i T. S. Eliot, fundadors i portaveus de la nova estètica que es va imposar a Europa i Nord-amèrica durant les primeres dècades del segle xx. Davant del classicisme erudit d'aquells, Williams practica una poesia directa i nua, ancorada en el món tangible en el qual vivim immersos i que el poeta ensenya a mirar des de perspectives noves i inaudites. La seua poesia parla l'idioma col·loquial de la gent del carrer, però que fa d'aquest idioma un vehicle idoni per a l'expressió lírica. Williams és un pont clar entre la poesia democràtica de Walt Whitman i l'academicisme erudit de T. S. Eliot i Pound, entre les avantguardes del Vell Món i la pròpia tradició poètica dels Estats Units. Williams s'embarca en una recerca incansable d'un llenguatge nou, una poesia radicalment diferent de la creada fins llavors i, en aquesta recerca, s'aparta dels seus coetanis, dels que se sent sovint marginat. La de Williams és una recerca que s'oposa a tota forma poètica que depengui de la rima i de la mètrica, ja que qualsevol recurs o convenció poètica només serveix per a falsificar l'experiència que ha de transcriure.
Alguns dels seus primers poemes són imaginistes (Poems, 1909; The Tempers, 1913), tot i que va haver de canviar l'imaginisme pel que ell va anomenar objetivisme. Els seus poemes varien des de The Red Wheelbarrow (1923), de només vuit versos i setze paraules fins a la seua producció més ambiciosa: Paterson (1946-1958), una llarga evocació amb cinc parts i vers lliure d'una ciutat industrial característica, amb el tòpic literari de "l'home és com una ciutat". El títol de la seua darrera recopilació de poemes, Pictures from Brueghel (1963), suggereix els temes senzills que existeixen en el seu vers i prosa, com s'hi pot veure en Paisatge amb la caiguda d'Ícar (Landscape with the Fall of Icarus):
| Versió en anglès | Versió en català |
| --- | --- |
| LANDSCAPE WITH THE FALL OF ICARUS According to Brueghel when Icarus fell it was spring a farmer was ploughing his field the whole pageantry of the year was awake tingling near the edge of the sea concerned with itself sweating in the sun that melted the wings' wax unsignificantly off the coast there was a splash quite unnoticed this was Icarus drowning | PAISATGE AMB LA CAIGUDA D'ÍCAR Segons Brueghel quan Ícar va caure era primavera un pagès llaurava el camp tota la cerimònia de l'any estava en marxa formiguejava arran de mar absorta en si mateixa suant al sol que fonia la cera de les ales insignificant davant la costa es va fer un xipolleig inadvertit era Ícar que s'ofegava |

La seua forma de retratar allò vulgar amb frescor i compassió es pot veure en els seus relats curts, recopilats a The Farmer's Daughter (1961). Entre altres treballs escrits en prosa s'inclou In the American Grain (1925), una important sèrie d'assajos on Williams explora la naturalesa de la literatura nord-americana i la influència del puritanisme en la cultura de l'Amèrica del Nord i en la qual alimenta la seua fe en què "tot art comença sempre en una taverna".
Com apunta John Malcolm Brinnin en el seu assaig sobre l'autor, Williams construeix la seua carrera en oposició constant a tota mena de pensament que s'ordeni segons conceptes generals en comptes de sotmetre's a l'atzar dels detalls concrets i insubordinats. La pregunta central que el poeta es formula una vegada i una altra és: què pot haver-hi en el llenguatge que sigui mesurable i capaç de substituir la mètrica clàssica com a base per a la composició poètica? La resposta amaga per a Williams el veritable sentit de l'art poètic. La influència de Williams (que és considerat per molta gent un postmodernista nascut a l'era modernista) ha estat molt notable en poetes com Charles Olson, Robert Creely o Denise Levertov, agrupats en la coneguda com Black Mountain School, escola d'avantguarda que representa un dels cims poètics nord-americans del segle xx. La seua relació amb Allen Ginsberg, potser el més famós dels escriptors beat, sembla haver estat d'admiració mútua. Amb Kenneth Burke (poeta, crític i teòric literari) va mantindre correspondència durant més de 40 anys i s'ha arribat a afirmar que les teories literàries de Burke representen un intent d'entendre els escrits de Williams, igual que les obres de Williams proporcionen una crítica important del pensament de Burke. Per al poeta, un poema era "una màquina feta de paraules". Aquesta qualitat permet als seus versos rescatar instants quotidians i plasmar-los en una intemporalitat quallada de significat, amb un llenguatge que fuig de tota ornamentació i de tot artifici per a captar l'experiència sense deformar-la: és la poesia pura, però no es nodreix d'idees ni de conceptes, sinó de la realitat material del món que ens envolta.

## Obres destacades

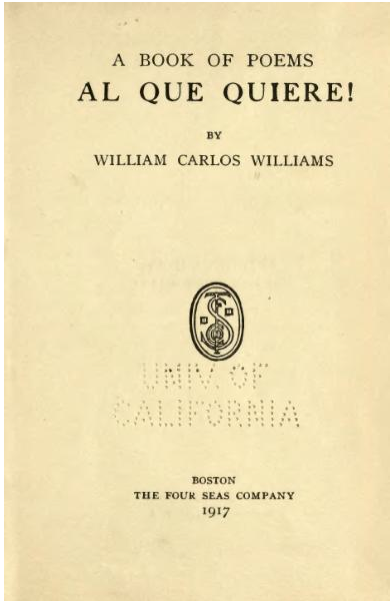
Portada del poemari Al Que Quiere! (1917)

A banda de la poesia, la seua producció literària també va abastar la novel·la i els relats curts:

### Poesia
- Poems (1909)
- The Tempers (1913)
- Al Que Quiere! (1917)
- Kora in Hell. Improvisations (1920)
- Sour Grapes (1921)
- Go Go (1923)
- Spring and All (1923)
- The Cod Head (1932)
- Collected Poems, 1921-1931 (1934)
- An Early Martyr and Other Poems (1935)
- Adam & Eve & The City (1936)
- The Complete Collected Poems of William Carlos Williams, 1906-1938 (1938)
- The Broken Span (1941)
- The Wedge (1944)
- Paterson (Vol. I, 1946; vol. II, 1948; vol. III, 1949; vol. IV, 1951 i vol. V, 1958)
- Clouds, Aigeltinger, Russia (1948)
- The Collected Later Poems (1950)
- Collected Earlier Poems (1951)
- The Desert Music and Other Poems (1954)
- Journey to Love (1955)
- Pictures from Brueghel and Other Poems (1962)
- Paterson (1963)
- Imaginations (1970)
- Collected Poems: Volume 1, 1909-1939 (1988)
- Collected Poems: Volume 2, 1939-1962 (1989)
- Early Poems (1997)[20]

### Prosa
- The Great American Novel (1923)
- In the American Grain (1925)
- Autobiography (William Carlos William) (1951)
- Selected Essays (1954)
- The Selected Letters of William Carlos Williams (1957)
- I Wanted to Write a Poem: The Autobiography of the Works of a Poet (1958)
- Yes, Mrs. Williams: A Personal Record of My Mother (1959)
- Imaginations (1970)
- The Embodiment of Knowledge (1974)
- Interviews With William Carlos Williams: "Speaking Straight Ahead" (1976)
- A Recognizable Image: William Carlos Williams on Art and Artists (1978)
- Pound/Williams: Selected Letters of Ezra Pound and William Carlos Williams (1996)
- The Letters of Denise Levertov and William Carlos Williams (1998)
- William Carlos Williams and Charles Tomlinson: A Transatlantic Connection (1998)
- A Voyage to Pagany (1928
- The Knife of the Times, and Other Stories (1932)
- White Mule (1937)
- Life along the Passaic River (1938)
- In the Money (1940)
- Make Light of It: Collected Stories (1950)
- The Build-Up (1952)
- The Farmers' Daughters: Collected Stories (1961)
- The Collected Stories of William Carlos Williams (1996)[20]

### Drama
- Many Loves and Other Plays: The Collected Plays of William Carlos Williams (1961)[20]